# Abu-Bakr ibn Abd-al-Aziz
Abu-Bakr Muhàmmad ibn Àhmad ibn Abd-al-Aziz al-Amirí (àrab: أبو بكر محمد بن أحمد بن عبد العزيز, Abū Bakr Muḥammad b. Aḥmad b.ʿAbd al-ʿAzīz), més conegut simplement com a Abu-Bakr ibn Abd-al-Aziz, emir de Balànsiya (1075-1085).
Fill d'Abd-al-Aziz ibn Abi-Àmir al-Mansur i, per tant, germà d'Abd-al-Màlik ibn Abd-al-Aziz al-Mudhàffar, amb qui va fer les funcions de primer ministre. Son germà seria derrocat per Yahya ibn Ismail al-Mamun de Toledo en 1064, que s'annexionà el regne. Abu-Bakr fou nomenat valí pel nou sobirà fins a la mort d'aquest, en 1075. A partir d'aquest moment, es sublevà contra el nou Rei de Toledo, Hixam ibn Yahya al-Qàdir, aconseguint la independència.
Va buscar la protecció d'Alfons VI de Lleó, de qui va ser tributari. Àhmad ibn Sulayman al-Múqtadir, rei de Saragossa, intentà annexionar-se València, però les maniobres diplomàtiques d'Abu-Bakr, entre les quals figuraren les noces entre una de les seves filles i el fill d'al-Múqtadir, Yússuf ibn Àhmad al-Mútaman, ho van impedir.
Va morir en 1085 i el va succeir son fill Uthman ibn Abi-Bakr.